# Gobierno corporativo
El concepto de gobierno corporativo se refiere al conjunto de principios y normas que regulan el diseño, integración y funcionamiento de los órganos de gobierno de la empresa, como son los tres poderes dentro de una sociedad: los Accionistas, Directorio y Alta Administración. En español se utiliza también gobernanza corporativa, gobernanza societaria y gobierno societario. (Salvochea, Ramiro. Mercados y Gobernancia. La revolución del "Corporate Governance", 2012).
Un buen Gobierno Corporativo provee los incentivos para proteger los intereses de la compañía y los accionistas, monitorizar la creación de valor y uso eficiente de los recursos brindando una transparencia de información.
"Lo importante es destacar que el gobierno corporativo no es un instrumento individual sino más bien un concepto que incluye el debate sobre las estructuras apropiadas de gestión y control de las empresas. También incluye las reglas que regulan las relaciones de poder entre los propietarios, el consejo de administración, la administración y, por último, pero no por ello menos importante, partes interesadas tales como los empleados, los proveedores, los clientes y el público en general". (N.R. Narayana Murthy, presidente del Comité sobre
Gobierno Corporativo, Junta de Valores y Bolsas de India, 2003).  
El concepto apareció hace algunas décadas en los países más desarrollados del oeste de Europa, en Canadá, los Estados Unidos y Australia, como consecuencia de la necesidad que tenían los accionistas minoritarios de una empresa de conocer el estado que guardaba su inversión; esto es, querían saber qué se estaba haciendo con su dinero y cuáles eran las expectativas futuras. Esto hizo que los accionistas mayoritarios de un negocio y sus administradores, iniciaran un proceso de apertura de la información, al mismo tiempo de profesionalización y transparencia en el manejo del mismo. 
En el mundo, los fondos de pensiones, sociedades mutualistas, compañías de seguros, sociedades de capital de riesgo y otros similares, forman parte importante del sistema financiero y las necesidades de información sobre su inversión han sido definitivas en la incorporación a las empresas de las llamada mejores prácticas corporativas.
La Organización para la Cooperación y el Desarrollo Económicos (OCDE), emitió en mayo de 1999 y revisó en 2004 sus “Principios de Gobierno Corporativo” en los que se encuentran las ideas básicas que dan forma al concepto que es utilizado por los países miembros y algunos otros en proceso de serlo. En 2011, Aguilera y Jackson publicaron un estudio comparativo de los principios y prácticas de gobierno corporativo prevalentes en distintos países.
Los principios de la OCDE contemplan que el marco de GC debe:
- Proteger los derechos de accionistas.
- Asegurar el tratamiento equitativo para todos los accionistas, incluyendo a los minoritarios y a los extranjeros.
- Todos los accionistas deben tener la oportunidad de obtener una efectiva reparación de los daños por la violación de sus derechos.
- Reconocer los derechos de terceras partes interesadas y promover una cooperación activa entre ellas y las sociedades en la creación de riqueza, generación de empleos y logro de empresas financieras sustentables.
- Asegurar que haya una revelación adecuada y a tiempo de todos los asuntos relevantes de la empresa, incluyendo la situación financiera, su desempeño, la tenencia accionaria y su administración.
- Asegurar la guía estratégica de la compañía, el monitoreo efectivo del equipo de dirección por el consejo de administración y las responsabilidades del Consejo de Administración con sus accionistas.

La OCDE y el Banco Mundial, a través de la Corporación Financiera Internacional, junto con el Foro Global de Gobierno Corporativo tienen establecido un amplio programa de difusión del concepto de Gobierno Corporativo en el mundo. Este programa incluye la celebración de mesas redondas por regiones geográficas, así, en América Latina se han llevado a cabo once mesas redondas latinoamericanas de GC. La primera se celebró en el año 2000 en São Paulo, Brasil; la segunda en 2001 en Buenos Aires, Argentina; la tercera en 2002 en la Ciudad de México; la cuarta en 2003 en Santiago de Chile, Chile; la quinta en 2004 en Río de Janeiro, Brasil; la sexta en 2005 en Lima, Perú; la séptima en 2006 nuevamente en Buenos Aires, Argentina; la octava en 2007 en Medellín, Colombia; la novena en 2008 nuevamente en la Ciudad de México; la décima en 2009 en Santiago de Chile y la undécima nuevamente en Río de Janeiro, Brasil en 2010. La ciudad sede elegida para la próxima reunión es Lima, Perú en octubre de 2011.
El Consejo Empresarial Mundial para el Desarrollo Sostenible(WBCSD) ha realizado trabajos sobre gobierno corporativo, en particular sobre contabilidad e información. En 2009, la Corporación Financiera Internacionaly el Pacto Mundial de las Naciones Unidaspublicaron el informe Corporate Governance: the foundation for corporate citizenship and sustainable business, vincular las responsabilidades medioambientales, sociales y de gobernanza de una empresa con sus resultados financieros y su sostenibilidad a largo plazo.
En 2021, se publicó la primera norma internacional ISO 37000 como guía para el buen gobierno. La guía se centra en el propósito que sustenta a todas las organizaciones, es decir, la razón significativa de su existencia. Los valores definen tanto el propósito como la forma de alcanzarlo.
Hoy en día es tan importante el Gobierno Corporativo como un desempeño financiero eficiente. Se dice que alrededor del 80% de los inversores pagarían más por una compañía con un buen GC; ya que este elemento le brinda una mayor seguridad a su inversión asegurando sanas prácticas corporativas. Cuanto mayor sea la transparencia y más información exista, mayor será la confianza de los inversores en el mercado. Por lo anterior el GC lejos de ser una moda, considerándose un concepto necesario para la sostenibilidad y crecimiento de las empresas.